# Siwang Hu
Siwang Hu är en sjö i Kina. Den ligger i provinsen Jiangxi, i den sydöstra delen av landet, omkring 78 kilometer nordost om provinshuvudstaden Nanchang. Arean är 0,34 kvadratkilometer. Trakten runt Siwang Hu består till största delen av jordbruksmark. Den sträcker sig 1,1 kilometer i nord-sydlig riktning, och 0,9 kilometer i öst-västlig riktning.
Genomsnittlig årsnederbörd är 2 308 millimeter. Den regnigaste månaden är juni, med i genomsnitt 395 mm nederbörd, och den torraste är oktober, med 33 mm nederbörd.